# Moscou Skate 1988
Navigation
Édition précédente Édition suivante
Le Moscou Skate (Moscow Skate en anglais, Moskovskie konki en russe) est une compétition internationale de patinage artistique qui se déroulait en URSS au cours de l'automne. Il accueillait des patineurs amateurs de niveau senior dans quatre catégories: simple messieurs, simple dames, couple artistique et danse sur glace. Le Moscou Skate est l'ancien nom de la Coupe de Russie.
Le vingt-troisième Moscou Skate est organisé du 1er au 6 novembre 1988 à Leningrad. Le nom officiel de la compétition en 1988 était Moscow News Trophy (Trophée des Nouvelles de Moscou), du nom du groupe de médias russe Moscow News.

## Résultats

### Messieurs
| Rang | Nom                 | Pays                 | Points | Fig. impo. | Prog. court | Prog. libre |
| ---- | ------------------- | -------------------- | ------ | ---------- | ----------- | ----------- |
| 1    | Vladimir Petrenko   | Union soviétique     | 4.6    | 2          | 3           | 2           |
| 2    | Yuriy Tsymbalyuk    | Union soviétique     | 5.4    | 8          | 2           | 1           |
| 3    | Alexandre Fadeïev   | Union soviétique     | 8.0    | 1          | 1           | 7           |
| 4    | Douglas Mattis      | États-Unis           | 9.8    | 4          | 7           | 4           |
| 5    | Dmitri Gromov       | Union soviétique     | 11.0   | 5          | 10          | 3           |
| 6    | Andreï Torosyan     | Union soviétique     | 14.0   | 3          | 8           | 8           |
| 7    | Éric Millot         | France               | 16.2   | 12         | 9           | 6           |
| 8    | Viktor Baryshevtsev | Union soviétique     | 16.4   | 10         | 4           | 10          |
| 9    | Michael Shmerkin    | Union soviétique     | 16.8   | 13         | 11          | 5           |
| 10   | Zhang Shubin        | Chine                | 16.8   | 7          | 5           | 11          |
| 11   | Frank Brent         | Canada               | 21.0   | 11         | 6           | 13          |
| 12   | Henrik Walentin     | Danemark             | 23.2   | 16         | 13          | 9           |
| 13   | Peter Fuchs         | Allemagne de l'Ouest | 24.6   | 6          | 12          | 15          |
| 14   | Daisuke Nishikawa   | Japon                | 26.6   | 14         | 15          | 12          |
| 15   | Marius Negrea       | Roumanie             | 29.2   | 17         | 14          | 14          |
| 16   | Imre Raabe          | Hongrie              | 30.8   | 9          | 17          | 17          |
| 17   | Jari Kauppi         | Finlande             | 31.6   | 15         | 16          | 16          |

### Dames
| Rang | Nom                   | Pays                 | Points | Fig. impo. | Prog. court | Prog. libre |
| ---- | --------------------- | -------------------- | ------ | ---------- | ----------- | ----------- |
| 1    | Tonya Harding         | États-Unis           | 2.4    | 2          | 1           | 1           |
| 2    | Natalia Lebedeva      | Union soviétique     | 4.6    | 1          | 2           | 3           |
| 3    | Natalia Gorbenko      | Union soviétique     | 6.8    | 3          | 6           | 2           |
| 4    | Anna Kondrasheva      | Union soviétique     | 7.8    | 5          | 3           | 4           |
| 5    | Simone Koch           | Allemagne de l'Est   | 9.0    | 4          | 4           | 5           |
| 6    | Natalia Skrabnevskaia | Union soviétique     | 12.8   | 7          | 5           | 7           |
| 7    | Marina Tveritinova    | Union soviétique     | 14.6   | 6          | 7           | 8           |
| 8    | Elena Taranenko       | Union soviétique     | 15.2   | 8          | 10          | 6           |
| 9    | Suda Atsuko           | Japon                | 17.4   | 9          | 8           | 9           |
| 10   | Paola Tosi            | Italie               | 21.4   | 10         | 9           | 12          |
| 11   | Elena Kushnir         | Union soviétique     | 22.0   | 12         | 12          | 10          |
| 12   | Katerina Novakova     | Tchécoslovaquie      | 25.2   | 14         | 11          | 13          |
| 13   | Lu Chen               | Chine                | 26.4   | 16         | 15          | 11          |
| 14   | Nikole Neujahr        | Allemagne de l'Ouest | 28.0   | 13         | 13          | 15          |
| 15   | Angie Folk            | Canada               | 28.6   | 11         | 17          | 14          |
| 16   | Beatris Kurcsakovski  | Roumanie             | 32.0   | 19         | 14          | 16          |
| 17   | Mapia Fuglsang        | Danemark             | 33.8   | 15         | 18          | 17          |
| 18   | Assia Alexeeva        | Bulgarie             | 34.4   | 17         | 16          | 18          |
| 19   | Melena Marinovits     | Bulgarie             | 37.6   | 18         | 19          | 19          |

### Couples
| Rang | Nom                                   | Pays               | Points | Prog. court | Prog. libre |
| ---- | ------------------------------------- | ------------------ | ------ | ----------- | ----------- |
| 1    | Natalia Mishkutenok / Artur Dmitriev  | Union soviétique   | 1.5    | 1           | 1           |
| 2    | Elena Bechke / Denis Petrov           | Union soviétique   | 3.0    | 2           | 2           |
| 3    | Marina Eltsova / Sergei Zaitsev       | Union soviétique   | 4.5    | 3           | 3           |
| 4    | Elena Kvitchenko / Rashid Kadyrkaev   | Union soviétique   | 6.0    | 4           | 4           |
| 5    | Evgenia Shishkova / Vadim Naumov      | Union soviétique   | 7.5    | 5           | 5           |
| 6    | Lyudmila Koblova / Andreï Kalitin     | Union soviétique   | 9.0    | 6           | 6           |
| 7    | Evgenia Chernyshova / Dmitri Sukhanov | Union soviétique   | 10.5   | 7           | 7           |
| 8    | Michelle Menzies / Kevin Wheeler      | Canada             | 12.0   | 8           | 8           |
| 9    | Ines Muller / Ingo Steuer             | Allemagne de l'Est | 13.5   | 9           | 9           |
| 10   | Sharon Carz & Douglas Williams        | États-Unis         | 15.0   | 10          | 10          |

### Danse sur glace
| Rang    | Nom                                    | Pays             | Points | Danse imposée | Danse originale | Danse libre |
| ------- | -------------------------------------- | ---------------- | ------ | ------------- | --------------- | ----------- |
| 1       | Marina Klimova / Sergueï Ponomarenko   | Union soviétique | 2.0    | 1             | 1               | 1           |
| 2       | Larisa Fedorinova / Ievgueni Platov    | Union soviétique | 4.4    | 3             | 2               | 2           |
| 3       | Ilona Melnichenko / Gennadi Kasakov    | Union soviétique | 6.4    | 4             | 3               | 3           |
| 4       | Oksana Grichtchouk / Alexandr Chichkov | Union soviétique | 8.4    | 5             | 4               | 4           |
| 5       | Penny Mann / Richard Perkins           | Canada           | 10.4   | 6             | 5               | 5           |
| 6       | Jaqueline Petr / Mark Janoschak        | Canada           | 12.8   | 8             | 6               | 6           |
| 7       | Irina Stavroskaia / Valentin Kadzevich | Union soviétique | 14.0   | 7             | 7               | 7           |
| 8       | Tracey Sniadach / Leif Erickson        | États-Unis       | 16.4   | 9             | 8               | 8           |
| 9       | Monika Mandikova / Oliver Pekar        | Tchécoslovaquie  | 18.4   | 10            | 9               | 9           |
| 10      | Anna Croci / Luca Mantovani            | Italie           | 20.4   | 11            | 10              | 10          |
| 11      | Han Bing / Yang Hui                    | Chine            | 22.4   | 12            | 11              | 11          |
| 12      | Barbara Lewinska / Andrzei Szaszor     | Pologne          | 24.8   | 14            | 12              | 12          |
| 13      | Gao Xi / Ge Jun                        | Chine            | 26.0   | 13            | 13              | 13          |
| Forfait | Maïa Oussova / Alexandre Jouline       | Union soviétique |        |               |                 |             |
| Forfait | Svetlana Liapina / Georgi Sur          | Union soviétique |        |               |                 |             |

## Sources
- (en) « Ice Abroad, PRIZE OF MOSCOW NEWS », sur usfsa.xmlmanager.qg.com
- Patinage Magazine N°14 (Décembre 1988-Janvier 1989)